# سوزان بيريتس
سوزان بيريتس (بالإنجليزية: Susan Peretz)‏ هي ممثلة أمريكية، ولدت في 2 مارس 1940 بنيويورك في الولايات المتحدة، وتوفيت في 27 أغسطس 2004 بلوس أنجلوس في الولايات المتحدة بسبب سرطان الثدي.

## وصلات خارجية
- سوزان بيريتس على موقع IMDb (الإنجليزية)
- سوزان بيريتس على موقع قاعدة بيانات برودواي على الإنترنت (الإنجليزية)
- سوزان بيريتس على موقع قاعدة بيانات الفيلم (الإنجليزية)